# سوزانا نیکارلی
سوزانا نیکارلی (ایتالیایی: Susanna Nicchiarelli؛ زادهٔ ۶ مهٔ ۱۹۷۵) کارگردان فیلم، بازیگر، فیلم‌نامه‌نویس اهل ایتالیا است.
از فیلم‌ها یا برنامه‌های تلویزیونی که وی در آن نقش داشته‌است، می‌توان به فضانورد اشاره کرد.